# Monashee Mountains
Monashee Mountains – pasmo górskie w USA (stan Waszyngton) i Kanadzie (prowincja Kolumbia Brytyjska). Jest częścią łańcucha górskiego Columbia Mountains. Najwyższym szczytem jest Mount Monashee (3274 m n.p.m.).
Pasmo rozciąga się w kierunku północ-południe. Rozciągłość równoleżnikowa wynosi 552 km, a południkowa 130 km. Góry zajmują powierzchnię 24 124 km², w tym 22% w USA, a 78% w Kanadzie.
Góry Monashee przecina autostrada transkanadyjska oraz główna linia kolei transkanadyjskiej (obie przez przełęcz Eagle Pass) oraz Crownset Highway (przez Bonanza Pass).

## Podział
Monashee Mountains składają się z następujących mniejszych pasm:
- Northern Monashee Mountains
- Adams-Seymour Area
  - Scrip Range
  - Seymour Range
  - Ratchford Range
- Jordan Range
- Gold Range
- Whatshan Range
- Midway Range
- Christina Range
- Rossland Range
- Kettle River Range

## Najwyższe szczyty
- Mount Monashee, 3274 m n.p.m.
- Hallam Peak, 3205 m n.p.m.
- Mount Lempriere, 3205 m n.p.m.
- Dominion Mountain, 3131 m n.p.m.
- Peak 2982, 2982 m n.p.m.

## Źródła
- Peakbagger.com: Monashee Mountains